# Santa Clara la Venta
Santa Clara la Venta är en ort i Mexiko.   Den ligger i kommunen Puebla och delstaten Puebla, i den sydöstra delen av landet, 110 km sydost om huvudstaden Mexico City. Santa Clara la Venta ligger 2 079 meter över havet och antalet invånare är 155.
Terrängen runt Santa Clara la Venta är platt åt sydväst, men åt nordost är den kuperad. Runt Santa Clara la Venta är det mycket tätbefolkat, med 2 614 invånare per kvadratkilometer. Närmaste större samhälle är Puebla de Zaragoza, 8,2 km norr om Santa Clara la Venta. Trakten runt Santa Clara la Venta består till största delen av jordbruksmark.